# Gabriel Company
Gabriel 'Biel' Company Vives (ur. 16 lutego 1992 w Maria de la Salut) – hiszpański piłkarz występujący na pozycji obrońcy w RCD Mallorca.